# Arsà
L'arsà o hidrur d'arsènic (anomenat antigament arsina) és un compost binari format per àtoms d'arsènic i àtoms d'hidrogen enllaçat mitjançant enllaç covalent, amb fórmula molecular {\displaystyle {\ce {AsH3}}}. A temperatura ambient és un gas incolor, no irritant, i amb una desagradable olor a all. És inflamable i molt tòxic per inhalació.

## Història
L'arsà fou sintetitzat per primera vegada el 1775 pel químic alemany Carl Wilhelm Scheele. (1742-1786). Scheele reduí l'òxid d'arsènic(III) {\displaystyle {\ce {As2O3}}} amb zinc en medi àcid d'àcid sulfúric {\displaystyle {\ce {H2SO4}}}, segons la reacció:
{\displaystyle {\ce {As2O3 + 6Zn + 6H2SO4 -> 2AsH3 + 6ZnSO4 + 3H2O}}}
La seva alta toxicitat fou palesa el 1815 quan el químic alemany Adolph F. Gehlen en respirà de forma accidental i morí nou dies després. El 1873 i el 1902 hi hagué intoxicacions industrials quan els obrers mesclaren àcids amb menes d'argent.

## Estructura molecular

Geometria de la molècula d'arsà

La teoria RPECV indica que la geometria de la molècula d'arsà és piramidal de base triangular, fet que s'ha comprovat de forma experimental mitjançant espectrometria. L'arsènic empra orbitals híbrids sp3 que es disposen en la direcció dels vèrtexs d'un tetraedre. Un d'ells té una parella d'electrons, i no forma enllaç. Els altres tres formen enllaços σ amb els orbitals s dels hidrògens. L'angle d'enllaç {\displaystyle {\ce {H-As-H}}} és un poc superior als 90° (92,1°) que s'allunya del valor dels angles del tetraedre (109,5°) i que pot explicar-se a partir de la grandària de l'àtom d'arsènic que permet que els enllaços s'aproximin abans que es produeixi una repulsió entre ells, amb la corresponent expansió del parell solitari. La longitud dels enllaços {\displaystyle {\ce {As-H}}} és de 151,3 pm.

## Propietats

### Propietats físiques
L'arsà és un gas a temperatura ambient, incolor i amb una desagradable olor a all, que es detecta a partir de 0,5 ppm. El seu punt d'ebullició és de –62,5 °C i el de fusió –116 °C. La seva densitat val 3,186 g/L, que és 2,69 vegades major que la de l'aire, raó per la qual s'acumula arran del terra. És soluble en aigua, 28 mg en 100 mL d'aigua a 20 °C, soluble en cloroform i benzè, i lleugerament soluble en etanol.

### Propietats químiques
L'arsà és estable a temperatura ambient. Si s'escalfa a més de 230 °C, l'arsà comença a descompondre's en arsènic i hidrogen, essent una reacció completa a 300 °C. L'arsènic es diposita damunt superfícies fredes formant un mirall.
{\displaystyle {\ce {AsH3 ->[\Delta] As + 3/2 H2}}}
L'arsà crema en l'aire a l'interval de concentracions 5,1 %—78 % en volum, produint una flama de color blau pàl·lid, amb una entalpia de –822 kJ/mol segons la reacció:
{\displaystyle {\ce {AsH3 + 3/2 O2 -> 1/4 As4O6 +3/2 H2O}}}
Les reaccions de l'arsà venen determinades pel parell electrònic no enllaçant, que li proporcionen propietats de base de Lewis i de nucleòfil. Així reacciona com a base amb àcid clorhídric formant el catió arsoni {\displaystyle {\ce {AsH4+}}}:
{\displaystyle {\ce {AsH3 + HCl -> AsH4+ + Cl-}}}
En les condicions habituals dels laboratoris, l'arsà reacciona violentament amb els halògens, representats aquí per {\displaystyle {\ce {X}}}, donant el corresponent trihalur {\displaystyle {\ce {AsX3}}} i halur d'hidrogen {\displaystyle {\ce {HX}}}:
{\displaystyle {\ce {3X2 + AsH3 -> AsX3 + 3 HX}}}
El sodi en medi amoníac redueix l'arsà a arsenur de sodi:
{\displaystyle {\ce {AsH3 + 3Na ->[NH3] Na3As + 3/2 H2}}}

## Obtenció
L'arsà es forma per la reacció directa amb hidrogen acabat de generar o per acció de l'aigua sobre un arsenur metàl·lic. La formació d'arsà es pot descriure amb l'ajut de la següent reacció:
{\displaystyle {\ce {3 H2 + HAsO2 -> AsH3 + 2 H2O}}}
També es pot preparar l'arsà per reacció de composts que contenguin cations arseni(3+) i composts que aportin hidrurs, com ara el borhidrur de sodi {\displaystyle {\ce {NaBH4}}}:
{\displaystyle {\ce {4 AsCl3 + 3 NaBH4 -> 4 AsH3 + 3 NaCl + 3 BCl3}}}
I també fent reaccionar arsenurs, que contenen l'anió {\displaystyle {\ce {As^3-}}} amb àcids. Per exemple:
{\displaystyle {\ce {Zn3As2 + 6 H+ -> 2 AsH3 + 3 Zn^2+}}}

## Aplicacions

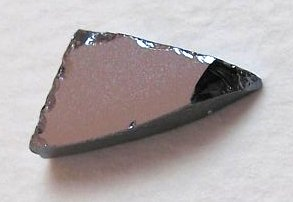
Cristall d'arsenur de gal·li

L'arsà s'utilitza àmpliament en la indústria dels semiconductors per al creixement epitaxial d'arsenur de gal·li {\displaystyle {\ce {GaAs}}} i com a dopant per a dispositius electrònics basats en silici. L'arsà també s'utilitza en síntesi orgànica i com a agent en la fabricació de díodes emissors de llum i per a la fabricació de determinats colorants de vidre.

## Toxicitat
L'arsà és un compost tòxic. Les fonts ocupacionals en què s'han produït exposicions a l'arsà a nivells suficients per causar intoxicació aguda inclouen la fosa i refineria de coure, el procés de bronzejat, les empreses químiques (neteja d'un desguàs obstruït), la indústria dels transistors i el brunyiment de metalls. Molts processos, com ara refinació d'electròlits, galvanització, soldadura, gravat, revestiment de plom, fosa de metalls i extracció, poden exposar els treballadors a concentracions tòxiques d'arsà. En un cas fatal d'intoxicació per arsà d'un treballador del petroli, es trobà arsènic al fetge a una concentració d'11,8 mg/g, a la melsa a 7,9 mg/g, als ronyons a 3,2 mg/g i al cervell a 0,6 mg/g. L'arsà inhalada es dissol ràpidament en els líquids corporals i s'oxida a As(III), i una part d'aquest a As(V). L'arsènic trivalent es metila a àcid metilarsònic MMA i àcid dimetilarsínic DMA. El mecanisme de toxicitat per arsà no s'entén completament, però l'hemoglobina ha estat reconeguda durant molt de temps com un component necessari del mecanisme global de l'hemòlisi induïda per arsà. Després de la seva inhalació, provoca una ràpida destrucció dels glòbuls vermells, cosa que provoca hipòxia i insuficiència renal. Les persones exposades al gas arsà sovint no ho saben perquè no hi ha símptomes en el moment de l'exposició i els símptomes apareixen unes 24 hores després.